# 大平英樹
大平 英樹（おおひら　ひでき、）は、日本の心理学者。名古屋大学大学院情報学研究科教授。専門は生理心理学、認知科学、精神神経内分泌免疫学(PNEI)。

## 来歴
岐阜県出身。出身大学（大学院）は東京大学、学位は博士（医学）（2001年，岐阜大学）。

## 逸話
雑誌シミュレイターにおいてシミュレーションゲームデザイナーとして知られた大平英樹と同一人物である。デザインを手がけたゲームとして、大空のサムライ（エポック社）、騎士十字章（エポック社）、ファイティング・ファルコン（エポック社）、D-DAY（翔企画）など。シミュレイターへは作戦研究に関する寄稿などもあり。また、航空ジャーナルへの寄稿の経験もあるという。